# Betri Bank
Betri Bank (før: Eik Bank og Føroya Sparikassi) er en færøsk-ejet bank. Banken er hjemmehørende i Tórshavn og ejes af Betri A/S. Betri Bank er Færøernes første og største pengeinstitut og en af de ældste banker (stiftet i 1832) indenfor det danske rigsfællesskab.

## Historie
Betri Banki P/F var tidligere kendt som Føroya Sparikassi og fra 2006 til marts 2017 kaldtes banken Eik Bank, som betyder egetræ (eg) – på både islandsk, norsk og færøsk, og en ny grafisk identitet (logo, farver, typografi og grafisk linje) blev introduceret tirsdag den 19. december 2006 for at skabe en mere international profil og dermed gøre det lettere for banken at kommunikere med udenlandske kunder og samarbejdspartnere. Det er endvidere flere år siden banken gik fra sparekasse (som det tidligere navn indikerede) til bank. Navnet Eik symboliserede det solide gamle egetræ, der i mange år har været fælles logo for de danske sparekasser.
Det danske datterselskab opererede tidligere under navnet Kaupthing Bank Danmark A/S og åbnede første gang dørene for dets kunder den 1. juli 2001. Dengang havde banken 10 medarbejdere, men beskæftiger i dag ca. 100 medarbejdere (pr. juli 2010). Banken er en online bank, som beskæftiger sig med rådgivning indenfor investering, pension, bolig og formuepleje. Føroya Sparikassi var med til at etablere Kaupting Bank Danmark A/S som repræsentationskontor for islandske Kaupting Bank i januar 2001 og Føroya Sparikassi var fra starten medejer med 20 procent, mens Kaupthing Bank sad på 80 procent. Ved en kapitalforhøjelse i 2003 forøgede Føroya Sparikassi ejerandelen til 25% mens Kaupting Bank derefter var ejer af 75%.
Da Føroya Sparikassi den 1. januar 2005 blev eneaktionær, skiftede banken i Danmark navn til Eik Bank Danmark A/S. Moderselskabet i Færøerne fik således sit nuværende navn fra det danske datterselskab. Eik Bank Danmarks direktør var Kim Sandberg.
Den 30. september 2010 blev Eik Bank Danmark overdraget til Finansiel Stabilitet. Eik Bank Danmark blev efterfølgende solgt til Spar Lolland, som den 28. februar 2011 erhvervede aktierne i banken fra Finansiel Stabilitet . Jørn Astrup Hansen blev af Finansiel Stabilitet indsat som direktør i Eik Banki Føroya i 2010-11. Han fortsatte som bestyrelsesmedlem i Eik Banki som repræsentant for Finananciel Stabilitet frem til januar 2016, da han tog sig ud af bestyrelsen.
Eik Bank Danmark A/S fortsatte i Sparekassen Lolland A/S under navnet FinansNetbanken, som en selvstændig forretningsenhed med fortsat fokus på internetbaserede bankydelser. Den 26. januar 2013 overtog Jyske Bank A/S aktiviteterne i Sparekassen Lolland A/S. Jyske Bank A/S har valgt at videreføre konceptet i FinansNetbanken.
Finansiel Stabilitet solgte i 2011 70% af den færøske Eik Bank til den færøske forsikringskoncern TF Holding (nu Betri), der ejes af de færøske foriskringstagere fra Ognarfelag Tryggingartakaranna. I november 2015 købte TF Holding de resterende 30 pct. af Eik Bank.
Den 21. marts 2017 skiftede banken igen navn, denne gang til Betri Bank. Betri betyder Bedre på færøsk. Hele koncernen, der tidligere kaldtes TF Holding, skiftede navn til Betri og Tryggingarfelagið Føroyar skiftede navn til Betri Trygging.

## Bestyrelsen
Bestyrelsen pr. februar 2017:
- Torben Nielsen, formand
- Arni D. Brattaberg, næstformand
- Birgir Nielsen
- Marion á Lakjuni
- Kristian Østergaard
- Magnus Emil Poulsen
- Margareth D. Djurhuus